# Die Versuchungen des heiligen Antonius
Die Versuchungen des heiligen Antonius durch irdische Lüste und seine Peinigungen durch den Teufel und seine Dämonen, wie sie in der Vita Antonii des Athanasios von Alexandria oder auch in der Legenda aurea des Jacobus de Voragine geschildert werden, sind besonders seit dem ausgehenden Mittelalter zu einem häufig dargestellten Motiv, zunächst in der Malerei, ab dem 18. Jahrhundert weiterhin in Literatur, Musik, Theater und Film geworden.
Der Isenheimer Altar von Matthias Grünewald und das Lissaboner Triptychon von Hieronymus Bosch stellen die berühmtesten malerischen Bearbeitungen des Themas dar. Unter den neuzeitlichen Bearbeitungen sind vor allem die Fassungen von Max Ernst, Max Beckmann und Salvador Dalí hervorzuheben. Gustave Flaubert (1821–1880) bearbeitete den Stoff in La Tentation de saint Antoine literarisch.

## Überblick

### Malerei

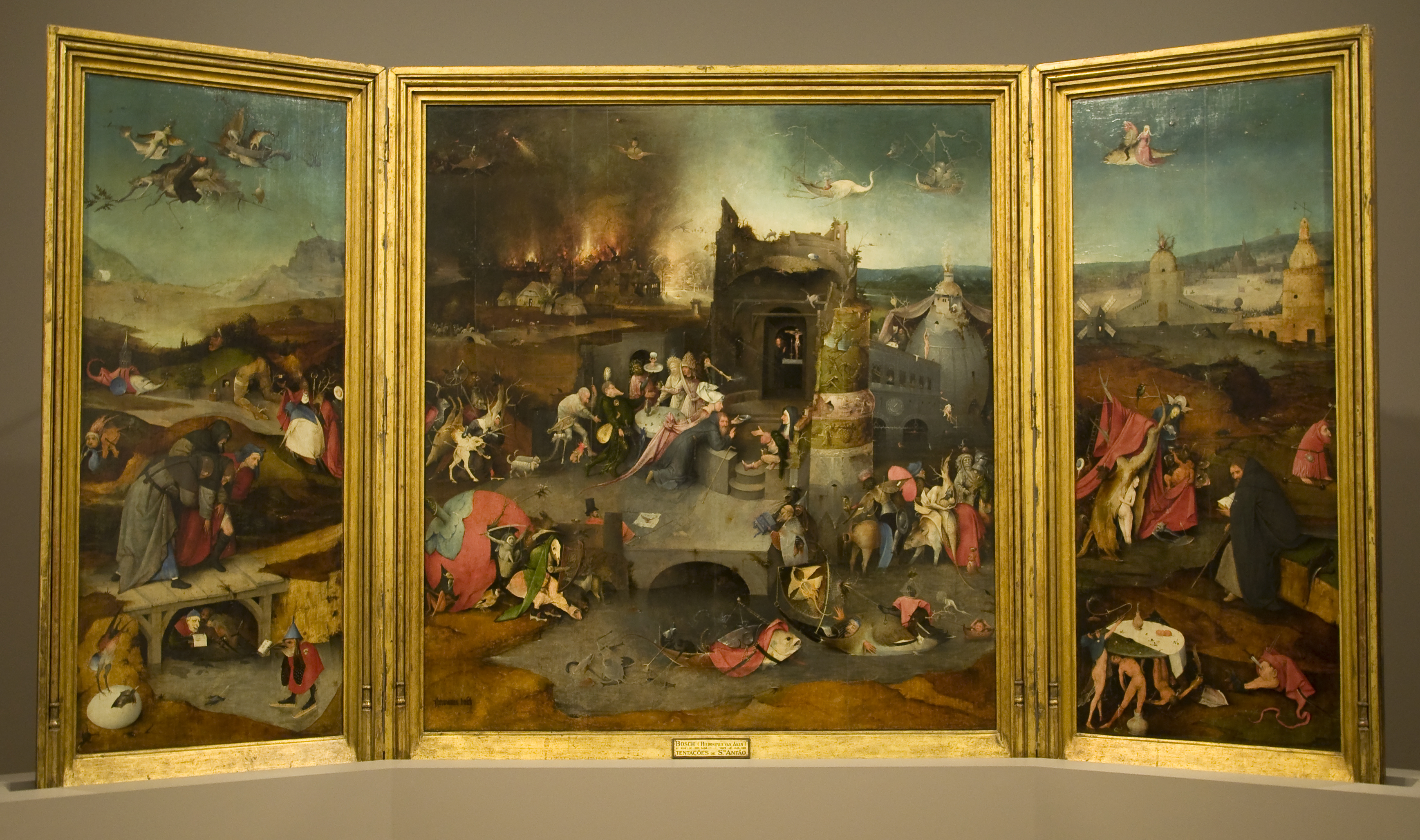
Hieronymus Bosch: Die Versuchung des Heiligen Antonius, Lissabon

Nach ersten Freskodarstellungen im 10. Jahrhundert kam es in der Buchmalerei und später im Buchdruck des Spätmittelalters zu einer ersten Häufung der Darstellung des Themas. Kurz nach 1500 entstanden die großen bekannten Antoniusversuchungen, allen voran die von Hieronymus Bosch (um 1450–1516) in Lissabon (Museu Nacional de Arte Antiga) und Matthias Grünewald (um 1475–1528) in Colmar (Unterlinden-Museum). In der neueren Kunst sind die Darstellungen von Max Ernst (1891–1976) und Salvador Dalí (1904–1989), beide 1946 im Rahmen des Bel-Ami-Wettbewerbs entstanden, besonders hervorzuheben. Noch heute lassen sich viele junge Künstler, besonders die vom Surrealismus beeinflussten, vom Leben des heiligen Antonius inspirieren.

### Musik
In der Musik ist das Werk des deutschen Komponisten Werner Egk (1901–1983) La tentation de Saint Antoine d’après des airs et des vers du 18e siècle für Alt, Streichquartett und Streichorchester (1952; als Ballett 1969) zu nennen. Auch Paul Hindemith (1895–1963) vertonte die Versuchungen des Antonius in seiner Symphonie Mathis der Maler (1934). Im Jahr 2003 brachte der US-amerikanische Autor und Regisseur Robert Wilson (1941–2025) zusammen mit der Sängerin und Komponistin Bernice Johnson Reagon (1942–2024) im Londoner Sadler’s Wells Theater die Versuchung des Heiligen Antonius als Musical nach den Texten von Gustave Flaubert auf die Bühne.

## Versuchung oder Peinigung?
Bei der Benennung der Bilder wird nicht immer korrekt unterschieden zwischen den Versuchungen und den Peinigungen, die der Heilige erdulden musste. In der Vita Antonii des Athanasios (um 300–373) und in anderen Quellen werden verschiedene Gegebenheiten erzählt:
- Versuchungen, in denen der Versucher (d. h. Satan) Antonius Trugbilder vorspiegelt, die den Heiligen an die wegen seiner asketischen Lebensweise entgangenen Lebensfreuden wie zum Beispiel familiäre Geborgenheit, dörfliche Geselligkeit, sexuelle Freuden und Wohlstand erinnert.
- Peinigungen und Qualen, bei denen Satan seine Dämonen auf Antonius loslässt, die den Heiligen hemmungslos quälen und prügeln und ihm so fast unerträgliche körperliche Schmerzen zufügen.

Es gibt auch bildliche Darstellungen, die nicht einwandfrei dem einen oder anderen Genre zugeordnet werden können, die dann meistens als Versuchungen betitelt werden.

## Künstlerische Umsetzungen

### Malerei und Grafik

#### Romanische Fresken
- unbekannter Künstler (byzantinisch?), 10. Jahrhundert: Die Peinigungen des heiligen Antonius, Freskenzyklus in der Basilika Santa Maria Antiqua, Roma[3]

#### Gotische Fresken
- Giovanni di Corraduccio, gen. Mazzaforte (um 1380–1440): Szenen aus dem Leben des Heiligen Antonius (um 1410/20), Freskenzyklus in Montefalco/Umbria, Complesso museale di San Francesco

#### Buchmalerei der Gotik
- Gebrüder Limburg (nach 1385–1415/16): Die Peinigung des heiligen Antonius (um 1408/10), Miniatur, 238 × 168 mm (Blatt), Les belles heures du Jean de Berry, Metropolitan Museum of Art, New York.
- Robin Fournier; Codex Antonii (1426): 200 Miniaturen, darunter z. B. Nr. 22: Die Versuchung des heiligen Antonius durch den Geist der Unzucht, Malta, Public Library La Valletta (s. auch Rose Graham)

#### Graphik des 15. Jahrhunderts
- Martin Schongauer (um 1450–1491): Die Peinigung des heiligen Antonius (um 1490), Kupferstich.

#### Die Zeit um 1500
In der Zeit um 1500, der Wende zwischen Mittelalter und Neuzeit, entstehen die am meisten bis heute ausstrahlenden Arbeiten von Bosch und Grünewald:
- Hieronymus Bosch (um 1450–1516): Die Versuchungen des heiligen Antonius (um 1505/10), s. Abbildung, Triptychon, 131,5 × 53 cm (Flügel) und 131,5 × 119 cm (Mitteltafel) Museu Nacional de Arte Antiga, Lissabon.

Eremiten-Triptychon, linker Seitenflügel, 85,4 × 29,2 cm; Gallerie dell’Accademia, Venedig
- Matthias Grünewald (um 1475–1528): Die Peinigungen des heiligen Antonius (um 1515), 265 × 139 cm, rechter Flügel der 3. Schauseite des Isenheimer Altars, Musée d’Unterlinden, Colmar.

#### Flämischer Manierismus
- Jan Mandyn (um 1500–1560): Die Versuchung des heiligen Antonius (nach 1530/um 1550), 61,5 × 83,5 cm, Frans Hals Museum, Haarlem.

#### Kupferstiche des französischen Barock
- Jacques Callot (1592–1635): Die Versuchung des Heiligen Antonius (1635).

#### Flämischer Barock

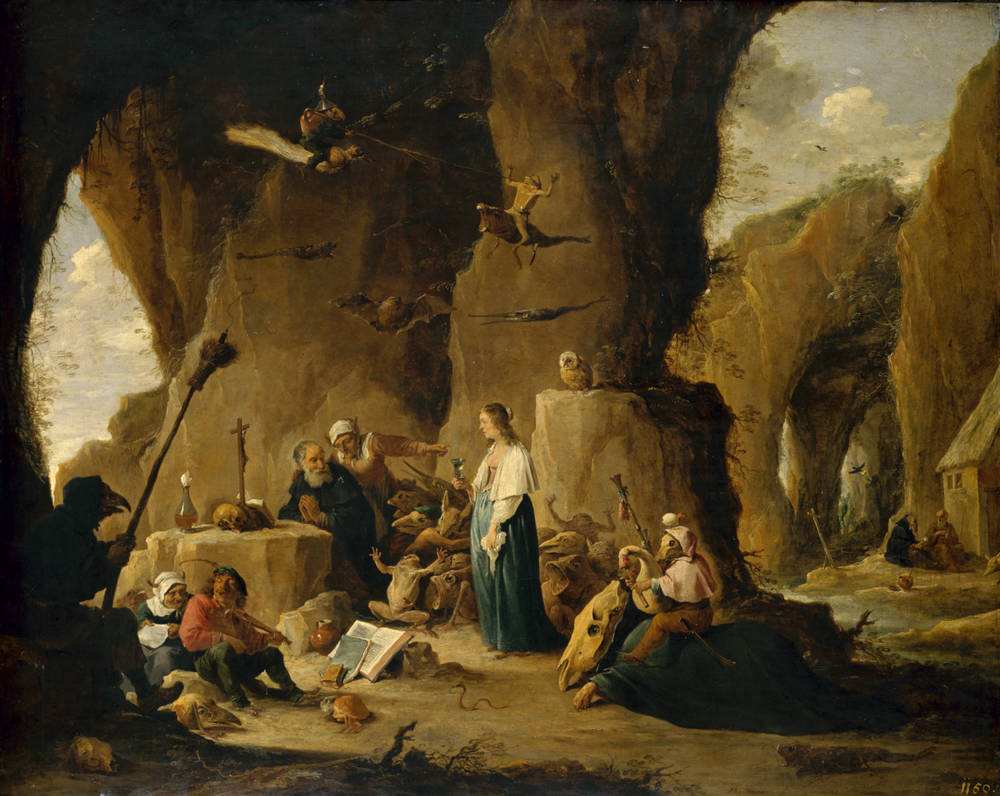
David Teniers der Jüngere, um 1640 (Dresden)

- David Teniers der Jüngere (1610–1690): Die Versuchung des heiligen Antonius (um 1640), 69 × 86 cm, Gemäldegalerie Alte Meister, Staatliche Kunstsammlungen Dresden.
- David Teniers der Jüngere: Die Versuchung des heiligen Antonius (um 1634), 37 × 56 cm, Museum Wasserburg Anholt.

#### Italienischer Barock
- Salvator Rosa (1615–1673): Die Versuchung des heiligen Antonius (um 1645), 96,5 × 78 cm, Museo di Villa Luca, Coldirodi-Sanremo.

#### Französische Salonmalerei des 19. Jahrhunderts
- Eugène Isabey (1803–1886): Die Versuchung des heiligen Antonius (1869), 3,13 × 2,90 m, Museé d’Orsay, Paris.

#### Symbolismus

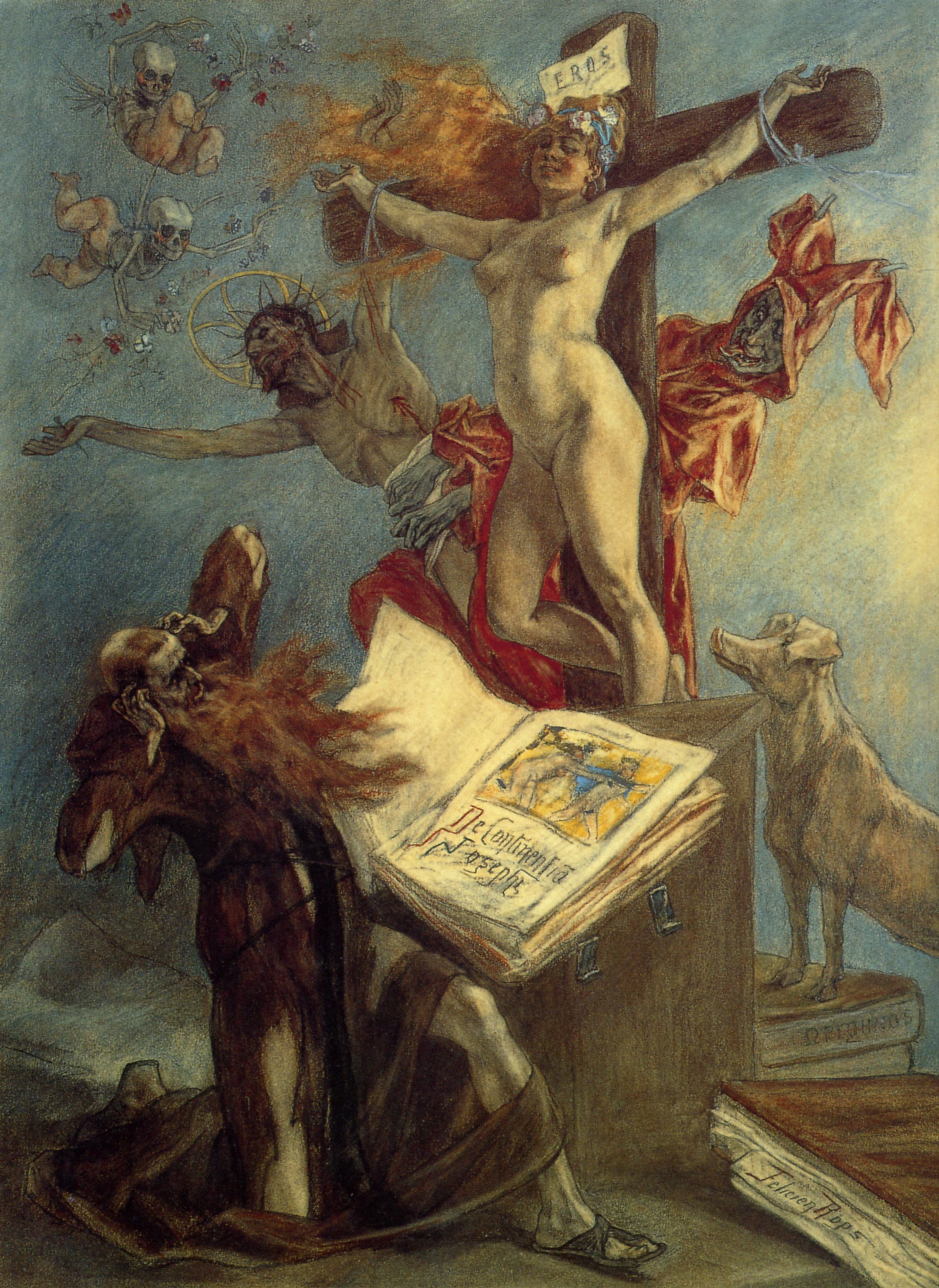
Félicien Rops, La Tentation de saint Antoine, 1878

- Félicien Rops (1833–1898): La Tentation de saint Antoine (1878) 73,8 × 54,3 cm, Königliche Bibliothek Belgiens

#### Expressionismus
- Max Beckmann (1884–1950): Versuchung (des Heiligen Antonius) (1936/1937), Triptychon, Öl auf Leinwand, Mittelbild 200 × 170 cm, Seitenbilder je 215 × 100 cm, Pinakothek der Moderne, München

#### Surrealismus
- Salvador Dalí (1904–1989): Die Versuchung des heiligen Antonius (1946), 89,5 × 119,5 cm, Musée d’Art Moderne, Brüssel.
- Max Ernst (1891–1976): Die Versuchung des heiligen Antonius (1945), 108 × 128 cm, Wilhelm-Lehmbruck-Museum, Duisburg.

Beide Gemälde wurden 1945/46 für den Bel-Ami-Wettbewerb eingereicht, aus dem Max Ernsts Gemälde als Sieger hervorging.
- Judit Reigl (1923–2020): Die Versuchung des heiligen Antonius (1951), Öl auf Leinwand, 173 × 88 cm, unbekannter Ort.

#### Malerei und Grafik seit 1978
- Pia Dehne (* 1964): Die Versuchung des heiligen Antonius (1994), 120 × 140 cm, Privatsammlung.
- Harald Metzkes (* 1929): Die Versuchung des heiligen Antonius (1978), Lithographie, 25,0 × 38,5 cm.

### Musik und Bühne
- Michel-Jean Sedaine (1719–1797): La tentation de Saint Antoine (1781), Potpourri mit 8 satirischen Chansons.
- Pierre François Adolphe Carmouche (1797–1868): Antoine et son compagnon, ou le Voyage à la Thébaïde (1832), Singspiel (Vaudeville) in drei Akten für das Varietétheater.
- Giacomo Meyerbeer (Musik), Émilien Pacini (Text): Le Moine. 1843.
- Paul Barbot (1828–1913): La tentation de Saint Antoine (1877), caprice de genre pour piano.
- Florence Duparc (1844–1914), Buch und Regie; Frédéric Wachs (um 1825–1899), Musik; Gaston Villemer (19. Jh.) und Lucien Delormel (1847–1899), Text: La Tentation de Saint Antoine (um 1880), Singspiel der Diseuse Duparc für das Kabarett
- Claude Terrasse (1867–1923), Musik und Text, und Pierre Bonnard (1867–1947), Text: La Tentation de Saint-Antoine (1901), Drame sacré en 3 actes avec musique (Operette für Kinder)
- Hervey White (1866–1962), Buch und Regie; Pierre Henrotte (1883–1974), Musik: The Temptation of Saint Anthony (1921), Bühnenstück nach Flaubert für das Maverick Festival in Woodstock, New York
- Arnold Bax (1883–1953), Komp.: The Devil that Tempted St Anthony (1929), Klavierduo
- Raoul Brunel (Raoul Émile Blondel, 1864–1944), Text und Musik: La Tentation de Saint Antoine (1930), Mystère en trois parties et neuf tableaux dont un prologue
- Paul Hindemith (1895–1963): Mathis der Maler (1933/38), Oper (Musikdrama) in 7 Bildern nach dem Leben Matthias Grünewalds (um 1475–1528), des Malers des Isenheimer Altars, sowie eine gleichnamige Symphonie mit musikalischen Motiven aus der Oper in drei Sätzen, der letzte Satz betitelt Die Versuchung des heiligen Antonius. In der Oper sieht Mathis träumend im sechsten Bild „Die Versuchung des heiligen Antonius“ vom Isenheimer Altar.
- Cecil Gray (1895–1951): The Temptation of Saint Anthony (1935/37), Oper.
- Jacques Chailley (1910–1999): La Tentation de saint Antoine (1936), Chorwerk, Instr. ad lib.
- Werner Egk (1901–1983): La tentation de Saint Antoine (1947), Vokalwerk für Altstimme und Streicher, nach Weisen und Versen des 18. Jahrhunderts.
- Gardner Read (1913–2005): The Temptation of Saint Anthony (1947), Tanzsymphonie.
- Eugène Bozza (1905–1991), Komp. und Armand Machabey, Libr.: La Tentation de Saint Antoine (1948), Oratorium nach Flauberts Roman.
- Sem Dresden (1881–1957): Saint Antoine (1953), Oratorium nach Flauberts Roman, Uraufführung anlässlich des Internationalen Kongresses für Kirchenmusik in Augsburg.
- Michel de Ghelderode (1898–1962), Text, und Louis de Meester (1904–1987), Musik: La grande tentation de Saint Antoine (1957), cantate burlesque nach einem mittelalterlichen Mysterienspiel für drei Personen
- Maurice Béjart (1927–2007), Regisseur und Choreograph: La Tentation de Saint Antoine (1967), Bühnenstück nach Flauberts Roman.
- Josep Soler i Sardà (1935–2022): Las Tentaciones de San Antonio (1967), Oper
- Michel Chion (* 1947): La Tentation de Saint Antoine (1984), Melodram (musique concrète) mit einem Prolog und neun Bildern nach Flauberts Roman
- Wolfgang-Andreas Schulz (* 1948): Die Versuchungen des Heiligen Antonius (1984–85), Fantasie für zwei Klaviere nach dem Roman von Flaubert.
- The Wooster Group: Frank Dell’s The Temptation of Saint Antony (1985), postdramatisches Theaterstück
- Ruth Schönthal (1924–2006): The Temptation of Saint Anthony (1989), Orgelstück in 9 Sätzen für die First Presbyterian Church in Greenwich, Conn.
- Marian Kouzan (1925–2005), Komponist, und Frédérick Tristan (1931–2022), Text: Les tentations de Saint-Antoine (1992), Oper, Uraufführung 7. Februar 1992 im Grand Théâtre de Tours
- Reiner Wiesemes (* 1957), Regisseur und Bühnenbildner: Die Versuchung des Heiligen Antonius (1993), Schauspiel (Performance) mit Sonja Breuer im Theater Das Schloß, München
- Axel Manthey (1945–1995), Regisseur und Bühnenbildner und Wilfried Schulz (* 1952), Dramaturg: Die Versuchung des Heiligen Antonius (1994), Theaterstück für die Bühne bearbeitet nach dem Text von Gustave Flaubert, Uraufführung 5. Mai 1994 im Deutschen Schauspielhaus Hamburg
- Luis Jaime Cortez Méndez (geb. 1962), mexikanischer Komponist: La tentación de San Antonio (1999), Oper nach dem Roman Flauberts
- Jiří Suchý (* 1931) und Vladimír Franz (* 1959): Pokuseni svatého Antonína (2000), Singspiel
- Art Zoyd (franz. Avantgarde-Rockband): La Tentation de Saint-Antoine, Track auf dem Album UBIQUE (2001)
- Robert Wilson (1941–2025) und Bernice Johnson Reagon (1942–2024): The Temptation of Saint Anthony (2003), Musical nach Texten von Gustave Flaubert
- Ulrich Alexander Kreppein (* 1979), Komponist, Die Versuchung des Heiligen Antonius (2011/12), Musiktheater nach dem szenischen Roman von Gustave Flaubert, Uraufführung Oldenburgisches Staatstheater 2012
- Alejandro Miranda, Komponist, und Tomas Henriquez, Autor, Las Tentaciones de San Antonio (2012), Oper, Uraufführung im Centro Cultural GAM Santiago de Chile
- The Mechanical Animal Corporation, Bristol (Dir. Tom Bailey), The Temptation of Saint Anthony (2013), Schauspiel (Religious visions, sermons, songs and divine madness...) im Bristol Old Vic, Theatre Royal
- James Syler (* 1961), Komponist, The Temptation of Saint Anthony (2014), Recent Work for Chorus and Winds
- Leo Eylar: The Temptation of Saint Anthony. Kammerkonzert.

### Film und Videokunst
- Georges Méliès (Regisseur, 1861–1938): La tentation de Saint Antoine (1898), Stummfilm nach Motiven von Gustave Flaubert.
- NN: Le tentazioni di Sant’Antonio (1911), italienischer Stummfilm.
- Albert Lewin (Regisseur, 1894–1968): The Private Affairs of Bel Ami (1946), Film nach dem Roman von Guy de Maupassant (1850–1893), der in einer Schlüsselszene das Bild Die Versuchungen des Heiligen Antonius von Max Ernst (1891–1976) zeigt, der als Sieger aus dem Bel-Ami-Wettbewerb hervorgegangen ist.
- Allan Friis (schwedischer Künstler, geb. 1931): Sankt Antonius frestelser (1966, Kurzfilm auf youtube.com).
- Elliot Anderson: The Temptation of Saint Anthony (1995/2000), interaktives Video, Ton- und Computerinstallation.
- Rob Benn: The Temptation of Saint Anthony (2007).
- Antoine Roegiers: La tentation de Saint Antoine (2008, Auszug, d’après le tableau „La tentation de Saint Antoine“ von Jérôme Bosch 1505/1506. (musique Antoine Marroncles) Vidéo Projection sur 3 écrans, DVD, 11′30).
- Marina Mars: La tentation de st Antoine, (2009) Art contemporain et religion, installation interactive, création Marina Mars, présenté 2009 chez Artmandat à Barjols. matériaux multiples. Filmé par Jean-marc Lamour.
- Veiko Õunpuu (estnischer Filmregisseur): Püha Tõnu kiusamine (2009); deutscher Verleihtitel: Die Versuchung des Hl. Tony. Surrealistisch beeinflusster Film.
- Carlos Franklin: La tentation de saint Antoine de Jérôme Bosch en VR (2016), Film über das Bild von Hieronymus Bosch; Trailer bei Les poissons volants.